# FOMO FC
Der Friends Of Mulanje Orphans Football Club, kurz FOMO FC, ist ein malawischer Fußballverein aus Mulanje. Aktuell (Stand Mai 2024) spielt der Verein in der zweiten Liga.
Nach Ablauf der Saison 2024 stieg der Klub von der ersten in die zweite malawische Liga ab.

## Stadion
Der Verein trägt seine Heimspiele im Mulanje Park Stadium in Mulanje aus. Das Stadion hat ein Fassungsvermögen von 4000 Personen.